# Lista de buracos negros
Esta é uma lista de buracos negros (e estrelas consideradas candidatas) organizadas por tamanho (incluindo buracos negros de massa indeterminada); alguns itens nesta lista são galáxias ou aglomerados de estrelas que se acredita estarem organizados em torno de um buraco negro. As designações Messier (M) e New General Catalog (NGC) são dadas quando possível.

## Buracos negros supermassivos e candidatos
- 1ES 2344+514
- 3C 75
- 3C 371
- 4C +37.11 (acredita-se que esta galáxia de rádio tenha buracos negros supermassivos binários)
- AP Lib
- S5 0014+81 (é dito ser um quasar hiperluminoso compacto. Estimado em 40 bilhões de massas solares)
- APM 08279+5255 (contém um dos maiores buracos negros estimado em 23 bilhões de massas solares. Candidato anterior para maior buraco negro)
- Arp 220
- Centaurus A
- EXO 0706.1+5913
- Fornax A
- HE0450-2958
- IC 1459
- MCG-6-30-15
- Messier 31 (ou Galaxia de Andrômeda)
- Messier 32
- Messier 51 (ou Galáxia do Rodamoinho)
- Messier 60
- Messier 77
- Messier 81 (ou Galáxia do Bode)
- Messier 84
- Messier 87 (ou Virgo A)
- Messier 104 (ou Galáxia do Sombreiro)
- Messier 105
- Messier 106
- Mrk 421
- Mrk 501
- NGC 821
- NGC 1023
- NGC 1097
- NGC 1277 (o buraco negro supermassivo central é listado como o quarto maior, e é invulgarmente grande em proporção à galáxia hospedeira, sendo 14% da massa, em vez dos habituais 0,1%)
- NGC 1566
- NGC 2778
- NGC 2787
- NGC 3079
- NGC 3115
- NGC 3245
- NGC 3377
- NGC 3384
- NGC 3608
- NGC 3894
- NGC 3998
- NGC 4151
- NGC 4261
- NGC 4291
- NGC 4342
- NGC 4350
- NGC 4438
- NGC 4459
- NGC 4473
- NGC 4486B (uma galáxia satélite de Messier 87)[1]
- NGC 4564
- NGC 4579
- NGC 4596
- NGC 4697
- NGC 4742
- NGC 4791
- NGC 4849
- NGC 4889 (contém o segundo maior buraco negro supermassivo, estimado em 21 bilhões de massas solares)
- NGC 4945
- NGC 5033
- NGC 5845
- NGC 6251
- NGC 7052
- NGC 7457
- OJ 287 (um objeto BL Lacertae contendo o quinto maior buraco negro supermassivo até a descoberta da NGC 4889, estimada em 18 bilhões de massas solares)
- Phoenix A (contém possivelmente o buraco negro mais massivo conhecido, com aproximadamente 100 bilhões de massas solares)[2]
- PKS 0521-365
- PKS 0548-322
- PKS 2201+044
- Q0906+6930 (um blazar localizado em torno de um buraco negro supermassivo)
- RX J1131 (primeiro buraco negro cuja rotação foi medida diretamente)
- Sagittarius A*, que está no centro da Via-Láctea
- TON 618 (segundo maior buraco negro conhecido. Estimado em 66 bilhões de massas solares)

### Tipos
- Quasar
- Buraco negro supermassivo
- Sistema estelar hipercompacto (é encontrado ao redor de um buraco negro super massivo). Objeto hipotético.

## Buracos negros de massa intermediária e candidatos
- Messier 82, NGC 3034 (Galáxia do Cigarro)
- 1E1740.7-2942 (Great Annihilator), 340 LY from Sgr A*
- GCIRS 13E
- HLX-1
- M82 X-1
- Messier 15 (NGC 7078)
- Messier 110 (NGC 205)
- NGC 1313 X-1
- NGC 1313 X-2
- Galaxia do Escultor (NGC 253)
- Galaxia do Triângulo (Messier 33, NGC 598)

## Buracos negros de massa estelar candidatos
- 4U 1543-475/IL Lupi
- A0620-00 (V616 Mon) (atualmente considerado o mais próximo da Terra, a cerca de 3.000 anos-luz, com uma massa estimada em aproximadamente 11.0 ± 1.9 vezes a massa do Sol)
- CXOU J132527.6-430023 (um candidato a buraco negro de massa estelar fora do Grupo Local)[3]
- Cygnus X-1
- Cygnus X-3
- GRO J0422+32 (foi considerado o menor buraco negro descoberto)[carece de fontes?]
- GRO J1655-40 (V1033 Sco) (ao mesmo tempo considerado o menor buraco negro conhecido)
- GRS 1124-683 (GU Mus)
- GRS 1915+105 (V1487 Aql)
- GS 2000+25 (QZ Vul)
- GX 339-4 (V821 Ara)
- IGR J17091-3624 (candidato a menor buraco negro de massa estelar)[4][5]
- M33 X-7 (buraco negro de massa estelar mais massivo conhecido, sem contar os buracos negros GW)[6]
- MACHO-96-BLG-5
- MACHO-96-NLG-5
- MACHO-98-BLG-6
- MACHO-99-BLG-22
- SN 1997D (em NGC 1536)
- SS 433
- V404 Cyg
- XTE J1118+480 (KV UMa)
- XTE J1550-564 (V381 Nor)
- XTE J1650-500 (ao mesmo tempo considerado o menor buraco negro conhecido)[7]
- XTE J1819-254 (V4641 Sgr)

### Buracos negros detectados por sinais de ondas gravitacionais
- Os buracos negros envolvidos na fusão do buraco negro binário que produziu o sinal de onda gravitacional GW150914.[8] Note que esta detecção confirmou a (antiga) existência de 3 buracos negros: os dois buracos negros originais com massas de 29 e 36 massas solares que se fundiram para formar um buraco negro mais pesado com uma massa de 62 massas solares.
- Os buracos negros envolvidos na fusão do buraco negro binário que produziu o sinal de onda gravitacional GW151226.[9] Note que, como para o GW150914, esta detecção confirmou a existência de três buracos negros: dois buracos negros iniciais de massa 14 e 8 massas solares que se fundiram em um novo buraco negro mais massivo de 21 massas solares.
- Os buracos negros envolvidos na fusão binária do buraco negro que produziu o sinal da onda gravitacional GW170104.
- Os buracos negros envolvidos na fusão binária do buraco negro que produziu o sinal da onda gravitacional GW170608.[10]
- Os buracos negros envolvidos na fusão binária do buraco negro que produziu o sinal da onda gravitacional GW170814.

## Sistemas de mútiplos buracos negros
- Buracos negros centrais de SDSS J120136.02+300305.5 — um par de buracos negros supermassivos no centro desta galáxia.[11]
- PG 1302-102 – o primeiro quasar binário de núcleo — um par de buracos negros supermassivos no centro deste quasar.[12][13]

Além disso, o sinal de vários buracos negros binários se fundindo em um único buraco negro e, ao fazê-lo, produzindo ondas gravitacionais, foi observado pelo instrumento LIGO. Estes estão listados acima na seção buracos negros detectados por sinais de ondas gravitacionais.

### Buracos negros triplos
Desde 2014, existem 5 sistemas de buracos negros triplos conhecidos.
- SDSS J150243.09+111557.3 (SDSS J1502+1115) buracos negros centrais - os três componentes são J1502P terciário distante e o par binário J1502S composto de J1502SE e J1502SW[14]
- GOODS J123652.77+621354.7 buracos negros triplos centrais da galáxia[15]
- 2MASX J10270057+1749001 (SDSS J1027+1749) buracos negros centrais[16]